# Chaumont-sur-Loire
Chaumont-sur-Loire és un municipi francès, situat al departament del Loir i Cher i a la regió de Centre – Vall del Loira. L'any 2007 tenia 1.023 habitants.

## Demografia

### Població
El 2007 la població de fet de Chaumont-sur-Loire era de 1.023 persones. Hi havia 394 famílies, de les quals 106 eren unipersonals (49 homes vivint sols i 57 dones vivint soles), 130 parelles sense fills, 134 parelles amb fills i 24 famílies monoparentals amb fills.
La població ha evolucionat segons el següent gràfic:
Habitants censats

### Habitatges
El 2007 hi havia 526 habitatges, 407 eren l'habitatge principal de la família, 64 eren segones residències i 54 estaven desocupats. 510 eren cases i 15 eren apartaments. Dels 407 habitatges principals, 307 estaven ocupats pels seus propietaris, 93 estaven llogats i ocupats pels llogaters i 7 estaven cedits a títol gratuït; 10 tenien una cambra, 15 en tenien dues, 72 en tenien tres, 122 en tenien quatre i 189 en tenien cinc o més. 347 habitatges disposaven pel capbaix d'una plaça de pàrquing. A 183 habitatges hi havia un automòbil i a 197 n'hi havia dos o més.

### Piràmide de població
La piràmide de població per edats i sexe el 2009 era:
| Homes | Edats   | Dones |
| ----- | ------- | ----- |
| 0     | 95 o +  | 0     |
| 4     | 90 a 94 | 12    |
| 4     | 85 a 89 | 8     |
| 4     | 80 a 84 | 8     |
| 8     | 75 a 79 | 8     |
| 24    | 70 a 74 | 20    |
| 16    | 65 a 69 | 60    |
| 36    | 60 a 64 | 32    |
| 24    | 55 a 59 | 20    |
| 20    | 50 a 54 | 20    |
| 44    | 45 a 49 | 24    |
| 28    | 40 a 44 | 52    |
| 52    | 35 a 39 | 32    |
| 32    | 30 a 34 | 44    |
| 16    | 25 a 29 | 24    |
| 20    | 20 a 24 | 8     |
| 44    | 15 a 19 | 44    |
| 72    | 10 a 14 | 40    |
| 36    | 5 a 9   | 36    |
| 32    | 0 a 4   | 16    |

## Economia
El 2007 la població en edat de treballar era de 633 persones, 443 eren actives i 190 eren inactives. De les 443 persones actives 416 estaven ocupades (225 homes i 191 dones) i 27 estaven aturades (14 homes i 13 dones). De les 190 persones inactives 54 estaven jubilades, 93 estaven estudiant i 43 estaven classificades com a «altres inactius».

### Ingressos
El 2009 a Chaumont-sur-Loire hi havia 419 unitats fiscals que integraven 1.002,5 persones, la mediana anual d'ingressos fiscals per persona era de 18.552 €.

### Activitats econòmiques
Dels 41 establiments que hi havia el 2007, 3 eren d'empreses alimentàries, 1 d'una empresa de fabricació d'altres productes industrials, 9 d'empreses de construcció, 6 d'empreses de comerç i reparació d'automòbils, 2 d'empreses de transport, 9 d'empreses d'hostatgeria i restauració, 1 d'una empresa financera, 1 d'una empresa immobiliària, 5 d'empreses de serveis, 1 d'una entitat de l'administració pública i 3 d'empreses classificades com a «altres activitats de serveis».
Dels 15 establiments de servei als particulars que hi havia el 2009, 1 era una oficina de correu, 2 tallers de reparació d'automòbils i de material agrícola, 1 guixaire pintor, 2 lampisteries, 1 electricista, 1 empresa de construcció, 1 perruqueria i 6 restaurants.
Dels 4 establiments comercials que hi havia el 2009, 1 era un supermercat, 1 una botiga de menys de 120 m² i 2 carnisseries.
L'any 2000 a Chaumont-sur-Loire hi havia 19 explotacions agrícoles que ocupaven un total de 770 hectàrees.

## Equipaments sanitaris i escolars
L'únic equipament sanitari que hi havia el 2009 era una farmàcia.
El 2009 hi havia una escola elemental.

## Poblacions més properes
El següent diagrama mostra les poblacions més properes.